# Trimbach (Soleure)
Pour les articles homonymes, voir Trimbach.
Trimbach est une commune suisse du canton de Soleure, située dans le district de Gösgen.

Vue aérienne de 500 m par Walter Mittelholzer (1919)

## Culture et patrimoine

### Héraldique
| Blason | Blasonnement : D'argent à la rose de gueules boutonnée d'or et ornée de sinople. |